# Krzyż Kampanii Wrześniowej
Krzyż Kampanii Wrześniowej 1939 r. – odznaka pamiątkowa ustanowiona dekretem Prezydenta RP na Uchodźstwie Edwarda Raczyńskiego z 1 września 1984.

W 45-tą rocznicę dla upamiętnienia walk stoczonych w obronie całości i niepodległości Rzeczypospolitej podczas kampanii wojennej z Niemcami i Związkiem Sowieckim w 1939 roku ustanawia się odznakę pamiątkową pod nazwą „Krzyż Kampanii Wrześniowej 1939 r.”

Prawo otrzymania odznaki przysługiwało wszystkim osobom, które brały udział w działaniach wojennych przeciwko Niemcom i Związkowi Sowieckiemu we wrześniu i październiku 1939, zarówno jako zmobilizowanym żołnierzom Polskich Sił Zbrojnych, jak i osobom cywilnym.
W chwili ustanowienia odznaka, w kolejności orderów i odznaczeń polskich, zajmowała miejsce po Medalu Pamiątkowym za Wojnę 1918–1921. Odznakę nadawał Minister Spraw Wojskowych.
Odznaczenie ma formę krzyża wykonanego z metalu w kolorze starego srebra, na którego ramionach znajdują się napisy: „1.IX” (data agresji niemieckiej 1939 roku), „17.IX” (agresja ZSRR na Polskę), „WRZESIEŃ 1939”, stylizowane litery „RP” oraz (pośrodku) orzeł – odznaka Polskich Wojsk Lądowych.
1 stycznia 1986 Minister Spraw Wojskowych, ppłk dypl. inż. Jerzy Przemysław Morawicz nadał odznakę pamiątkową „Krzyż Kampanii Wrześniowej 1939 r.” wszystkim Polakom ofiarom zbrodni w Katyniu.
Po zmianach ustrojowych w Polsce w 1989 i przekazaniu przez Ryszarda Kaczorowskiego w 1990 insygniów władzy, prawo przyznawania tego odznaczenia powróciło do kraju. Następnie, na podstawie ustawy z dnia 16 października 1992 r. – „Przepisy wprowadzające ustawę o orderach i odznaczeniach, uchylające przepisy o tytułach honorowych oraz zmieniające niektóre ustawy” – ustalono, że – zgodnie z art. 6 ust. 1 pkt. 5 i ust. 2 tej Ustawy – nadawanie tego odznaczenia uznaje się za zakończone z dniem wejścia jej w życie, co nastąpiło 23 grudnia 1992.